# Tunjung (Gucialit)
Tunjung is een bestuurslaag in het regentschap Lumajang van de provincie Oost-Java, Indonesië. Tunjung telt 1692 inwoners (volkstelling 2010).